# Gan, Pyrénées-Atlantiques

Gan este o comună în departamentul Pyrénées-Atlantiques din sud-vestul Franței. În 2009 avea o populație de 5.410 de locuitori.

## Evoluția populației
| An        | 1975  | 1982  | 1990  | 1999  | 2006  | 2009  |
| --------- | ----- | ----- | ----- | ----- | ----- | ----- |
| Populație | 3.543 | 4.047 | 4.724 | 4.971 | 5.197 | 5.410 |